# Venere e Adone (Veronese Madrid)
Venere e Adone è un dipinto di Paolo Veronese, databile al 1580 e custodito al Museo del Prado di Madrid.

## Descrizione e stile
Il soggetto del dipinto è il celebre episodio di Venere e Adone rivisto da Ovidio, viene scelto da Veronese un momento precedente alla partenza di Adone per la caccia. Adone è ritratto addormentato, con il capo posato sulle ginocchia di Venere che gli accarezza i capelli; ai piedi dei due personaggi vi sono due cani da caccia, tra i quali uno viene ostacolato da Amore. Questo gesto indica il presentimento di Venere, la quale comprende che alla partenza di Adone per la caccia seguirà la sua morte. Alle loro spalle si trova un paesaggio dalla natura rigogliosa, mentre il cielo sullo sfondo è cosparso di dense nuvole.
La forma attuale del dipinto deriva da un restauro del XVIII secolo, nel quale sono state eliminate le colonne ai lati dell'opera, che le donavano una forma orizzontale.